# Волковыский, Игорь Вильгельмович
Игорь Вильгельмович Волковыский  (род. 24 марта 1945, Курск РСФСР) — советский и российский военачальник. Начальник штаба — первый заместитель командующего войсками 41-й общевойсковой армии, кандидат философских наук, член-корреспондент Академии Гуманитарных Наук г. Санкт-Петербурга. Действительный член Императорского Православного Палестинского Общества. Генерал-майор (1986), действительный государственный советник 3 класса (2000).

## Биография

### Начальная биография
Игорь Волковыский родился 24 марта 1945 года в Курске Курской области. Немец.
Отец Волковыский Вильгельм Арнольдович — чекист, активный участник Великой Отечественной войны.
Образование. Санкт-Петербургское суворовское военное училище (1963)

Ленинградское высшее общевойсковое командное училище имени С. М. Кирова (1966)

Военная академия имени М. В. Фрунзе (1979)

Военная орденов Ленина и Суворова академия Генерального штаба ВС СССР имени К. Е. Ворошилова (1986).

### Служба в армии
Военную службу в Вооруженных Силах СССР и Российской Федерации проходил с 1963 по 2000 год на различных командных и штабных должностях.
После окончания Ленинградского суворовского военного училища в 1963 году поступил на 2-й курс и в 1966 году окончил
Ленинградское высшее общевойсковое командное училище имени С. М. Кирова по командной общевойсковой специальности, присвоена квалификация офицера с высшим общим (преподаватель физики, математики) и средним военным образованием, ЛенВО. (Ленинград, РСФСР).
- 1966—1974 — командир группы глубинной разведки, разведывательного взвода разведывательной роты МСД,
- командир мотострелковой роты, батальона, начальник штаба — заместитель командира мотострелкового полка (Ленинградский военный округ); звание майор-досрочно в 1973 году.
- 1974-1979-слушатель основного (разведывательного факультета военной академии имени М. В. Фрунзе по командно-штабной, оперативно-тактической общевойсковой специальности, присвоена квалификация офицера с высшим военным образованием. (Москва).

- 1979—1984 — старший офицер, заместитель начальника оперативного отдела оперативного управления штаба Северной группы войск (г. Легница ПНР);

- слушатель Военной академии Генерального штаба им. К. Е. Ворошилова (1984—1986 гг.)(Москва);

### Служба на высших должностях
- 1986—1988 — заместитель начальника оперативного управления штаба Среднеазиатского военного округа (Алма-Ата);
- 1988—1989 — начальник оперативного управления — заместитель начальника штаба Прибалтийского военного округа (Рига);
- 1989—1993 — военный советник начальника главного оперативного управления ГШ ВС Сирийской Арабской Республики (Дамаск);
- 1993—1998 — начальник оперативного управления-заместитель начальника штаба Сибирского военного округа (г. Новосибирск);
- 1998—2000 — начальник штаба — первый заместитель командующего войсками 41-й общевойсковой армии (г. Новосибирск).;

### После армии
- 2000—2001 — Генеральный директор ООО «Сибирь-Инвитро» (г. Новосибирск);
- 2001—2004 — руководитель аппарата Полномочного Представителя Президента РФ в ЮФО — начальник организационного управления (г. Ростов-на-Дону);
- 2004—2010 — заместитель директора филиала ФГУ Ростехнадзора — «ЦЛАТИ по ЮФО» — «Центр лабораторного анализа и технических измерений по Ростовской области» (г. Ростов-на-Дону);
- 2010—2017 — Работал в Обществе с ограниченной ответственностью "Информационно-аналитический центр «СВОТ-Юг» заместителем генерального директора «Информационно-» (г. Ростов-на-Дону)[3].
- Заместитель председателя Ростовского областного отделения Общероссийской Общественной Организации ветеранов «Российский Союз ветеранов»[4].
- 2017 — инспектор группы (инспекторов) Стратегического Объединённого Командования Южного военного Округа, с 2022 года — начальник штаба-первый заместитель руководителя группы (инспекторов) Объединённого Стратегического Командования Южного военного Округа[5].
- С 2005 года — действительный член Императорского Православного Палестинского Общества. Заместитель Ростовского отделения Императорского Православного Палестинского Общества (ИППО) имеет богатый опыт работы по патриотическому воспитанию молодежи, проводимой отделением ИППО на Донской земле. Является постоянным участником всех мероприятий, проводимых в Донском кадетском корпусе[6].

Председатель комиссии Общественной палаты Ростовской области По общественной безопасности, делам ветеранов, военнослужащих и членов их семей (2023).
Принимал участие в выборах депутатов Государственной Думы Федерального Собрания Российской Федерации седьмого созыва от Политической партии «Российская партия пенсионеров за справедливость» (2016).
Заместитель Председателя Совета ветеранов военной разведки Южного военного округа;

## Издания
- И. В. Волковыский [и др.] Управление персоналом:сто вопросов и ответов для студентов высших учебных заведений.. — М.: Москва ; Ростов н/Д, 2004. — 255 с. — ISBN ISBN 5-241-00417-3.
- « Роль социального творчества в развитии социальных технологий управления.»
- « Социальное творчество как фактор развития общества.»
- «Творческая сущность управления».
- « Управление как тип социального творчества.»
- «Управление персоналом. Учебник для студентов среднего профессионального образования.»

## Семья
- жена
- дети:

## Знаки отличия
- * Орден «За службу Родине в Вооружённых Силах СССР» 3-й степени (22.09.1980);
- Орден «За военные заслуги» (Россия) (01.03.1996)
- Орден Дружбы (23.06.2003);
- Медаль «За отвагу» 31.10.1972;
- Медаль Жукова
- Медаль «За укрепление боевого содружества»
- Медаль «В ознаменование 100-летия со дня рождения Владимира Ильича Ленина» (6 апреля 1970[10])
- Юбилейная медаль «50 лет Вооружённых Сил СССР»[11]
- Юбилейная медаль «60 лет Вооружённых Сил СССР»[12]
- Юбилейная медаль «70 лет Вооружённых Сил СССР»[13]
- Медаль «200 лет Министерству обороны»
- Медаль «За безупречную службу» I степени
- Медаль «За безупречную службу» II степени
- Медаль «За безупречную службу» III степени
- Медаль «За ратную доблесть» и др.

Региональные
- Знак «За ратную службу» (14 февраля 2020, распоряжением губернатора Ростовской области)

Иностранные награды
- четыре ордена и 23 медали